# رونالد جافريل
رونالد جافريل (بالرومانية: Ronald Gavril)‏ مواليد 10 يوليو 1986 في رومانيا، هو ملاكم محترف روماني يصنف ضمن فئة وزن فوق المتوسط بدأ مسيرته الاحترافية سنة 2011 حيث انتصر في نزاله الأول.

## المسيرة الاحترافية
من نزالاته:
- خسر أمام إلفين أيالا (28-03-2015).

## إحصائيات
خاض خلال مسيرته 17 نزالا، فاز في 16 ولم يتعادل وخسر في 1. فاز بالضربة القاضية في 12 نزالا.

## وصلات خارجية
- رونالد جافريل على موقع بوكس ريك (الإنجليزية) (registration required)

- الموقع الرسمي